# Чишма (городской округ город Нефтекамск)
Чишма (баш. Шишмә) — деревня в Республике Башкортостан, входит в состав городского округа город Нефтекамск, ранее - в Янаульском районе. Расположено на северо-западе республики.

## История
Название Шишмә переводится как «родник»
2004 год
Деревня Чишма Кармановского сельсовета передана в состав территории города Нефтекамска.
Закон Республики Башкортостан от 17 декабря 2004 г. № 125-з «Об изменениях в административно-территориальном устройстве Республики Башкортостан, изменениях границ и преобразованиях муниципальных образований в Республике Башкортостан», статья 1. «Изменения в административно-территориальном устройстве Республики Башкортостан», п. 59:

59. Изменить границы Янаульского района, Кармановского сельсовета Янаульского района и города Нефтекамска согласно представленной схематической карте, передав деревню Чишма Кармановского сельсовета Янаульского района в состав территории города Нефтекамска.

## Население
| 2010 |
| ---- |
| 102  |